# Mary Long Alderson
Mary Long Alderson (1860-1937) fue una sufragista estadounidense.

## Biografía
Alderson nacida Long nació el 19 de junio de 1860 en Weymouth de Massachusetts. En 1888 se casó con Matthew William Alderson (1855-1924) con quien tuvo tres hijos. La pareja se estableció en Bozeman, Montana. Matt Alderson y su padre publicaron el Bozeman Avant Courier. Mary escribió para el Avant Courier, incluyendo contenido editorial, específicamente abogando contra los corsés y las faldas largas.
Alderson era una activa mujer del club. Fue miembro de la Unión Cristiana de Mujeres por la Templanza (WCTU), con el cargo de presidenta del capítulo de Montana desde 1913 hasta 1916. Fue la editora del Montana WCTU Journal. También fue miembro de la Montana State Housekeepers Society and the Bozeman Society for the Promotion of Physical Culture and Correct Dress. Alderson fue la presidenta de Montana de la Campaña del Emblema Floral que votó a la Lewisia rediviva como la flor oficial del estado de Montana.
Asistió a la Exposición Mundial Colombina de 1893 en Chicago. Allí escuchó a las oradoras sufragistas, incluyendo a Susan B. Anthony. Después regresó a Bozeman deseosa de organizarse por el derecho al voto de las mujeres. Tuvo éxito al trabajar para ganar el sufragio femenino en Montana en 1914.

## Fallecimiento y legado
Alderson murió en Bozeman, Montana, el 7 de enero de 1940.
Los papeles de Mary forman parte de la "Colección de la Familia Alderson" que se encuentra en las Colecciones Especiales Merrill G. Burlingame de la Biblioteca de la Universidad Estatal de Montana.